# Білинський (струмок)
Білинський  — струмок в Україні, у Рахівському районі Закарпатської області, правий доплив Чорної Тиси (басейн Дунаю).

## Опис
Довжина річки — 8,07 км.
На ділянці від висоти 1355 м. до 728 м. над рівнем моря довжиною 4,30 км має поріжно-водоспадне русло. Похил річки на цій ділянці — 145,8 м/км.
На ділянці від висоти 728 м. до 507 м. над рівнем моря довжиною 3,77 км має русло з нерозвинутими алювіальними формами. Похил річки на цій ділянці — 58,6 м/км.

## Розташування
Бере початок на полонині Білина у буковому лісі. Тече переважно на південний схід і у селі Білин впадає у річку Чорну Тису, праву притоку Тиси.
Струмок перетинає автомобільна дорога Н09. Біля витоку струмка розташований Свидовецький заповідний масив.
Струмок належить до типу малих річок у вапнякових породах на середньогір'ї з валунно-гальковими відкладами.

## Притоки
- Скоруш — права притока. Бере початок на полонині Білина у Карпатьському біосферному заповіднику «Свидовецький масив». Тече переважно на південний захід понад селом Тростянець і впадає у струмок Білинський[6]